# Harrow Borough FC
Harrow Borough FC (celým názvem: Harrow Borough Football Club) je anglický fotbalový klub, který sídlí v severozápadním Londýně. Založen byl v roce 1933 pod názvem Roxonian FC. Od sezóny 2018/19 hraje v Southern Football League Premier Division South (7. nejvyšší soutěž). Klubové barvy jsou červená a bílá.
Své domácí zápasy odehrává na Earlsmead Stadium s kapacitou 3 070 diváků.

## Historické názvy
Zdroj: 
- 1933 – Roxonian FC (Roxonian Football Club)
- 1938 – Harrow Town FC (Harrow Town Football Club)
- 1967 – Harrow Borough FC (Harrow Borough Football Club)

## Získané trofeje
- Middlesex Senior Cup ( 3× )
  - 1982/83, 1992/93, 2014/15

## Úspěchy v domácích pohárech
Zdroj: 
- FA Cup
  - 2. kolo: 2010/11
- FA Trophy
  - Semifinále: 1982/83

## Umístění v jednotlivých sezonách
Stručný přehled
Zdroj: 
- 1958–1963: Delphian League
- 1963–1964: Athenian League (Division Two)
- 1964–1975: Athenian League (Division One)
- 1975–1977: Isthmian League (Second Division)
- 1977–1979: Isthmian League (First Division)
- 1979–2018: Isthmian League (Premier Division)
- 2018–2023: Southern Football League (Premier Division South)

Jednotlivé ročníky
Zdroj: 
Legenda: Z - zápasy, V - výhry, R - remízy, P - porážky, VG - vstřelené góly, OG - obdržené góly, +/- - rozdíl skóre, B - body, červené podbarvení - sestup, zelené podbarvení - postup, fialové podbarvení - reorganizace, změna skupiny či soutěže
| Sezóny  | Liga                                              | Úroveň | Z  | V  | R  | P  | VG | OG | +/- | B  | Pozice |
| ------- | ------------------------------------------------- | ------ | -- | -- | -- | -- | -- | -- | --- | -- | ------ |
| 2009/10 | Isthmian League (Premier Division)                | 7      | 42 | 13 | 14 | 15 | 66 | 63 | +3  | 53 | 14.    |
| 2010/11 | Isthmian League (Premier Division)                | 7      | 42 | 22 | 7  | 13 | 77 | 51 | +26 | 73 | 5.     |
| 2011/12 | Isthmian League (Premier Division)                | 7      | 42 | 13 | 8  | 21 | 53 | 70 | -17 | 47 | 17.    |
| 2012/13 | Isthmian League (Premier Division)                | 7      | 42 | 12 | 9  | 21 | 53 | 71 | -18 | 45 | 15.    |
| 2013/14 | Isthmian League (Premier Division)                | 7      | 46 | 15 | 13 | 18 | 66 | 72 | -6  | 58 | 18.    |
| 2014/15 | Isthmian League (Premier Division)                | 7      | 46 | 15 | 8  | 23 | 64 | 77 | -13 | 53 | 16.    |
| 2015/16 | Isthmian League (Premier Division)                | 7      | 46 | 15 | 9  | 22 | 66 | 80 | -14 | 54 | 17.    |
| 2016/17 | Isthmian League (Premier Division)                | 7      | 46 | 14 | 11 | 21 | 60 | 80 | -20 | 53 | 21.    |
| 2017/18 | Isthmian League (Premier Division)                | 7      | 46 | 19 | 6  | 21 | 69 | 76 | -7  | 63 | 12.    |
| 2018/19 | Southern Football League (Premier Division South) | 7      | 42 | 18 | 9  | 15 | 97 | 77 | +20 | 63 | 7.     |
| 2019/20 | Southern Football League (Premier Division South) | 7      | 34 | 9  | 9  | 16 | 44 | 62 | -18 | 36 | 17.    |
| 2020/21 | Southern Football League (Premier Division South) | 7      | 7  | 1  | 2  | 4  | 11 | 14 | -3  | 5  | 16.    |
| 2021/22 | Southern Football League (Premier Division South) | 7      | 42 | 15 | 7  | 20 | 62 | 77 | -15 | 52 | 14.    |
| 2022/23 | Southern Football League (Premier Division South) | 7      | 42 | 9  | 10 | 23 | 44 | 80 | -36 | 37 | 19.    |